# Euagathis rufonigra
Euagathis rufonigra är en stekelart som beskrevs av Günther Enderlein 1920. Euagathis rufonigra ingår i släktet Euagathis och familjen bracksteklar. Inga underarter finns listade i Catalogue of Life.